# Hyalurgus atratus
Hyalurgus atratus là một loài ruồi trong họ Tachinidae.